# Serratovolva dondani
Serratovolva dondani is een slakkensoort uit de familie van de Ovulidae. De wetenschappelijke naam van de soort is voor het eerst geldig gepubliceerd in 1964 door Cate.